# Ulkokrunni, Ijo
Ulkokrunni med Luusiletto, Pookikari, Länsikari, Eeransäikkä och Pihlajakari är en ö i Finland. Den ligger i Bottenviken och i kommunen Ijo i den ekonomiska regionen  Oulunkaari i landskapet Norra Österbotten, i den norra delen av landet. Ön ligger omkring 50 kilometer nordväst om Uleåborg och omkring 580 kilometer norr om Helsingfors.
Öns area är 2,37 kvadratkilometer och dess största längd är 2,6 kilometer i nord-sydlig riktning.

## Sammansmälta delöar
- Ulkokrunni 65°23′06″N 24°49′44″Ö / 65.38496°N 24.82882°Ö
- Luusiletto 65°23′39″N 24°50′35″Ö / 65.39416°N 24.84311°Ö
- Pookikari 65°23′29″N 24°51′05″Ö / 65.39148°N 24.85142°Ö
- Varesnokka 65°23′27″N 24°49′29″Ö / 65.39082°N 24.82468°Ö (udde)
- Länsikari 65°23′23″N 24°49′02″Ö / 65.38973°N 24.81711°Ö
- Maanokka 65°23′19″N 24°51′13″Ö / 65.38859°N 24.85354°Ö (udde)
- Pookinokka 65°23′11″N 24°51′25″Ö / 65.38626°N 24.85691°Ö (udde)
- Eeransäikkä 65°22′27″N 24°50′14″Ö / 65.37424°N 24.83731°Ö
- Pihlajakari 65°22′26″N 24°49′57″Ö / 65.37381°N 24.83259°Ö
- Luusinokka 65°23′27″N 24°49′59″Ö / 65.39078°N 24.83319°Ö (udde)
- Sonninnokka 65°22′36″N 24°49′09″Ö / 65.37659°N 24.81928°Ö (udde)
- Vatunginnokka 65°22′23″N 24°49′26″Ö / 65.37319°N 24.82382°Ö (udde)